# ジャクソンビル (原子力潜水艦)
|          |                                                 |
| 艦歴     |                                                 |
| 発注     | 1972年1月24日                                   |
| 起工     | 1976年2月21日                                   |
| 進水     | 1978年11月18日                                  |
| 就役     | 1981年5月16日                                   |
| 退役     | 2018年5月1日                                    |
| 除籍     | 2021年11月16日                                  |
| その後   |                                                 |
| 母港     | バージニア州ノーフォーク                        |
| 性能諸元 |                                                 |
| 排水量   | 満載：6,149トン、基準：5,720トン                |
| 全長     | 110.3 m (362 ft)                                |
| 全幅     | 10 m (33 ft)                                    |
| 喫水     | 9.7 m (32 ft)                                   |
| 最大速   | 水上25ノット (46 km/h)、水中30+ノット (56 km/h) |
| 潜行深度 | 290 m (950 ft)                                  |
| 機関     | S6G reactor 1基                                 |
| 乗員     | 士官12名、兵員98名                              |
| モットー |                                                 |
|          |                                                 |

ジャクソンビル (USS Jacksonville, SSN-699) は、アメリカ海軍のロサンゼルス級原子力潜水艦の12番艦。艦名はフロリダ州ジャクソンビルに因んで命名された。艦は「The Bold One」の愛称で呼ばれる。

## 艦歴
ジャクソンビルは1972年1月24日にコネチカット州グロトンのジェネラル・ダイナミクス・エレクトリック・ボート社に建造発注され、1976年2月21日に起工した。1978年11月18日にチャールズ・E・ベネット夫人によって命名、進水し、1981年5月16日に艦長ロバート・B・ウィルキンソン大佐の指揮下就役する。
ジャクソンビルは1982年と1985年に行った世界巡航を含む、多くの配備、演習に参加した。1983年、86年、93年、94年には西大西洋に展開し、1987年と93年には地中海に展開した。1988年にはロサンゼルス級に対して行われた衝撃トライアル・テストプログラムに参加した。その後はノーフォーク海軍造船所において3年におよぶ近代化オーバーホールが行われた。
ジャクソンビルは1996年5月にチェサピーク湾の入り口でサウジアラビアのコンテナ船との衝突事故を起こした。
2004年12月20日、ポーツマス海軍造船所での燃料交換オーバーホール中に火災が発生した。火災は間もなく消し止められ、原子炉への大きな被害は生じなかった。
2017年12月11日、ワシントン州ブレマートンに到着し退役の準備を始め、2018年5月1日退役。2019年6月26日に退役セレモニーが実施された。